# 襄河农场
襄河农场是一个位于中华人民共和国黑龙江省黑河市五大连池市的农场，亦是黑龙江省农垦北安管理局所属的一个农场。
襄河农场1955年建场，地处小兴安岭南麓。土地总面积85万亩，总人口8193人。

## 行政区划
襄河农场下辖以下单位：
襄河场直社区、襄河农场第一管理区、襄河农场第二管理区、襄河农场第三管理区、襄河农场第四管理区、襄河农场第五管理区和襄河农场第六管理区。